# Wapen van Wuustwezel

Het huidige wapen van Wuustwezel.

Het Wapen van Wuustwezel is het heraldisch wapen van de Antwerpse gemeente Wuustwezel. Het werd voor het eerst op 28 november 1821 door de Hoge Raad van Adel tijdens het Verenigd Koninkrijk der Nederlanden aan de gemeente toegekend, op 8 oktober 1858 bij Koninklijk Besluit herbevestigd en op 17 oktober 1986 bij Ministerieel Besluit in een nieuwe versie toegekend.

## Geschiedenis
Toen men een aanvraag deed tot het verkrijgen van een gemeentewapen, koos men ervoor het familiewapen van de Vinck, de laatste heren van Wuustwezel, over te nemen, maar omdat men geen kleuren had gespecificeerd werden de Rijkskleuren (azuur en goud) gebruikt. Na de Belgische Revolutie werd het wapen met diezelfde Nederlandse Rijkskleuren in 1858 bevestigd. Na de fusie van Wuustwezel met Loenhout in 1977 werd besloten om een nieuw gemeentewapen aan te vragen, waarbij werd gekozen om een gedeeld schild te maken met elementen van de beide wapens van de voormalige gemeentes die nu de nieuwe fusiegemeente Wuustwezel zouden vormen: het sprekend wapen van de familie de Vinck bleef behouden voor Wuustwezel, terwijl voor Loenhout het wapen van de graven van Mark werd genomen - zonder de voorheen gebruikte L.

## Blazoen
De blazoenering van het eerste wapen luidt als volgt:
Van lazuur beladen met drie vinken van goud geplaatst twee en een.— Besluit van 28 november 1821 door de Hoge Raad van Adel.
De blazoenering van het tweede wapen luidt:
D'azur à trois pinsons d'or.— Koninklijk Besluit van de 8 oktober 1858.
Het huidige wapen heeft de volgende blazoenering:
Gedeeld 1. in lazuur drie vinken van goud 2. in goud een dwarsbalk geschaakt van drie rijen van zilver en van keel— Ministerieel Besluit van 17 oktober 1986.

## Verwante wapens

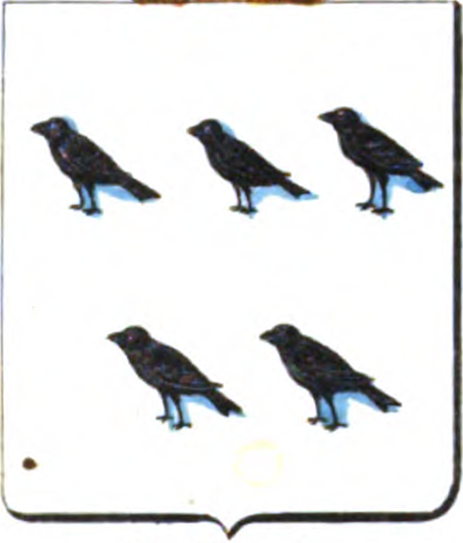
Familiewapen van de Vinck.
Wapen van het graafschap Mark.
Oude wapen van Loenhout.